# Heiko Laux

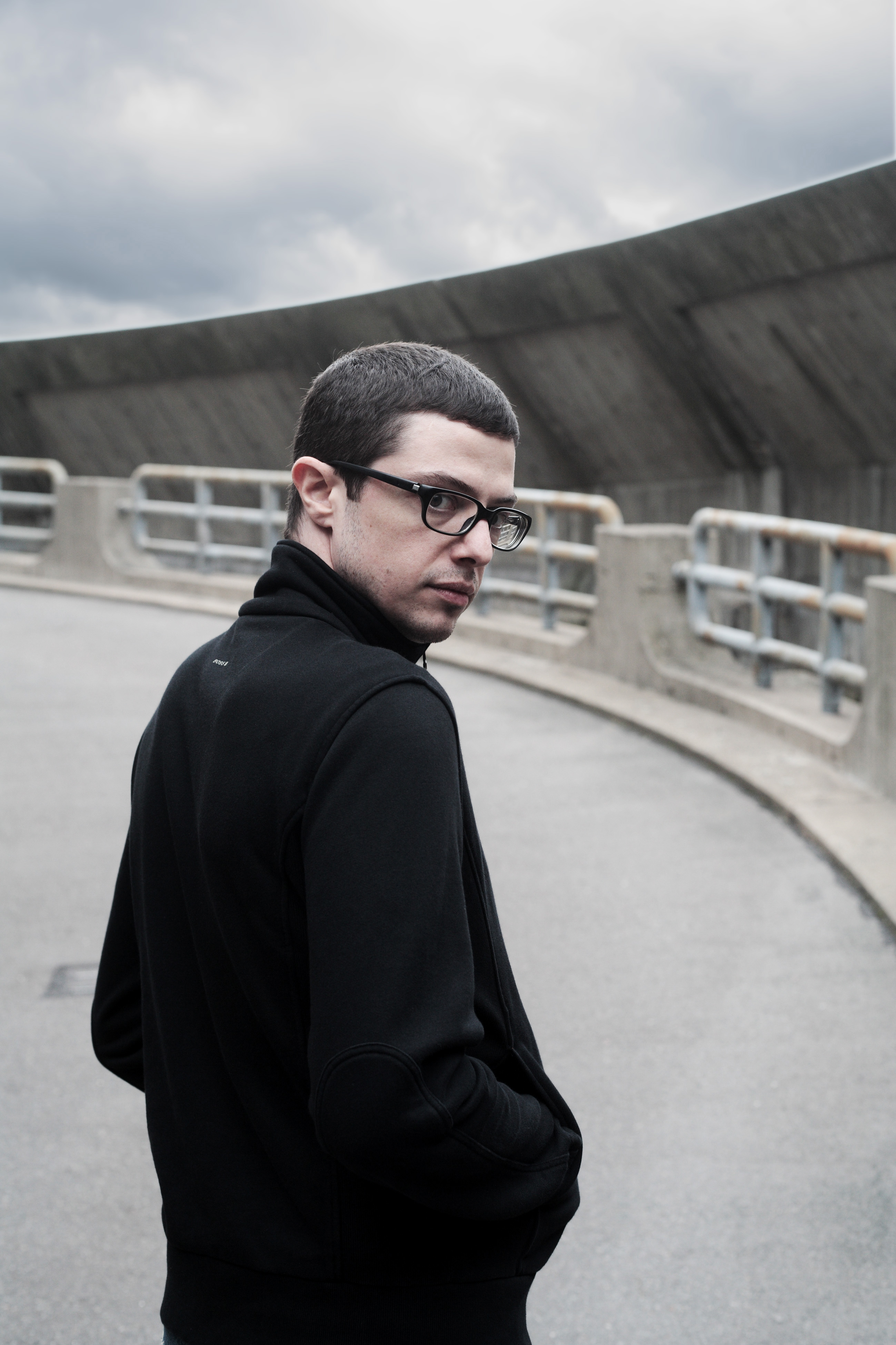
Heiko Laux (2006)

Heiko Laux ist Techno-Produzent und Labelbetreiber aus Bad Nauheim.
Im Jahr 1994 gründete er das Label Kanzleramt zur Veröffentlichungen seiner eigenen Stücke. Auf dem Label veröffentlichten jedoch bald weitere Künstler wie Johannes Heil, Christian Morgenstern, Patrick Lindsey und Anthony Rother. Kanzleramt zählte zu den wichtigsten deutschen Techno-Labeln. Später entstanden die Sublabels U-Turn und K20. Neben seinen eigenen Labels veröffentlichte Laux weiterhin auf Harthouse und Kurbel.

## Diskografie
Alben
- 1998: Liquidism (Kanzleramt)
- 1998: The Oldschoolstreet (i220)
- 1999: Classic Open – Heiko Laux Mix (Neuton)
- 2000: Sense Fiction (Kanzleramt)
- 2002: Ornaments (Kanzleramt)
- 2002: temp.space – Heiko Laux DJ Mix (Kanzleramt)
- 2005: Spread (Kanzleramt)
- 2006: Waves (Kanzleramt)
- 2014: Fernweh (Kanzleramt)